# Chirpăr
Chirpăr (en hongrois : Kürpöd, en allemand : Kirchberg) est une commune du județ de Sibiu en Roumanie.